# Kostiantyn Bałabanow
Kostiantyn Ołeksijowycz Bałabanow, ukr. Костянтин Олексійович Балабанов (ur. 13 sierpnia 1982 w Kilii, w obwodzie odeskim, Ukraińska SRR) – ukraiński piłkarz, grający na pozycji napastnika, reprezentant Ukrainy.

## Kariera piłkarska

### Kariera klubowa
Wychowanek DJuSSz (szkoły piłkarskiej) w Kilii. W 2000 rozpoczął karierę piłkarską w Czornomorcu Odessa. W 2005 zaproszony do Dnipra Dniepropetrowsk. W 2008 został wypożyczony najpierw do Naftowyk-Ukrnafty Ochtyrka, a potem do Krywbasa Krzywy Róg. W lipcu 2010 ponownie wrócił do Czornomorca. 29 sierpnia 2011 podpisał kontrakt z FK Odessa. W lutym 2012 przeszedł do FK Ołeksandrija, ale już w kwietniu kontrakt został anulowany i piłkarz powrócił do FK Odessa.

### Kariera reprezentacyjna
18 lutego 2004 debiutował w drużynie narodowej Ukrainy w zremisowanym 1:1 meczu towarzyskim z Libią. Wcześniej występował w młodzieżówce.

## Sukcesy i odznaczenia

### Sukcesy klubowe
- wicemistrz Pierwszej Lihi Ukrainy: 2002